# کایل ادموند
کایل ادموند (انگلیسی: Kyle Edmund؛ زاده ۸ ژانویهٔ ۱۹۹۵) یک تنیس‌باز اهل بریتانیا است.